# Neuental
Neuental est une municipalité allemande située dans l'arrondissement de Schwalm-Eder et dans le land de la Hesse. Elle se trouve au sud de Cassel sur les bords de la rivière Schwalm.